# Schoenobiodes lanceolata
Schoenobiodes lanceolata är en fjärilsart som beskrevs av Walter Karl Johann Roepke 1943. Schoenobiodes lanceolata ingår i släktet Schoenobiodes och familjen Crambidae. Inga underarter finns listade i Catalogue of Life.